# زیردریایی مینرو (کیو۱۸۵)
زیردریایی مینرو (کیو۱۸۵) (به انگلیسی: French submarine Minerve (Q185)) یک زیردریایی بود که طول آن ۶۸٫۱ متر (۲۲۳ فوت ۵ اینچ) بود. این زیردریایی در سال ۱۹۳۴ ساخته شد.